# 46 Dywizja Piechoty Obrony Krajowej
46 Dywizja Piechoty Obrony Krajowej (46. LdwTDiv., 46. LITD, 46. SchD.) – dywizja piechoty cesarsko-królewskiej Obrony Krajowej.

## Historia dywizji
Organizacja pokojowa Dywizji Obrony Krajowej Kraków w 1901 roku
- Komenda Dywizji Obrony Krajowej w Krakowie (niem. Landwehr-Truppen-Divisions-Commando in Krakau)
- Brygada Obrony Krajowej w Krakowie (niem. Landwehr-Infanterie-Brigade in Krakau)
  - Pułk Piechoty Obrony Krajowej Ołomuniec Nr 13 w Ołomuńcu (3. batalion w Schönbergu)
  - Pułk Piechoty Obrony Krajowej Opawa Nr 15 w Opawie (3. batalion w Cieszynie, a 4. batalion w Weisskirchen)
  - Pułk Piechoty Obrony Krajowej Kraków Nr 16 w Krakowie (3. batalion w Nowym Sączu, a 4. batalion w Tarnowie)
- Pułk Ułanów Obrony Krajowej Nr 4 w Ołomuńcu (1. dywizjon w Prościejowie)

Ten ostatni podlegał komendantowi dywizji za pośrednictwem inspektora kawalerii Obrony Krajowej, FML Gustava Jonak von Freyenwald.
Jesienią tego roku dywizja została przeformowana w 46 Dywizję Piechoty Obrony Krajowej. Wchodząca w jej skład Brygada Piechoty Obrony Krajowej w Krakowie została przemianowana na 91 Brygadę Piechoty Obrony Krajowej Kraków. Jej komendantowi, obok dotychczasowego Pułku Piechoty Obrony Krajowej Kraków Nr 16, podporządkowano dwa nowo sformowane pułki piechoty Obrony Krajowej: Cieszyn Nr 31 w Cieszynie i Nowy Sącz Nr 32 w Nowym Sączu (1. batalion w Tarnowie). Z Pułków Piechoty Obrony Krajowej Nr 13 i 15 utworzono nową 92 Brygadę Piechoty Obrony Krajowej Ołomuniec. Pułk Ułanów Obrony Krajowej Nr 4 nadal podlegał komendantowi dywizji za pośrednictwem inspektora kawalerii Obrony Krajowej.

## Organizacja wojenna i obsada personalna 1 maja 1915 roku
- 91 Brygada Obrony Krajowej – gen. mjr August Urbański von Ostrymiecz
- 46 Brygada Artylerii Polowej – płk Alexander Exner

## Kadra
Komendanci dywizji
- FML Karl Chizzola (1901)
- gen. mjr / FML Karl Nastopil (do IX 1914[3][4] )
- gen. mjr Adam Brandner Edler von Wolfszahn (IX 1914 – II 1915[4] )
- gen. mjr / FML Karl Czapp von Birkenstetten (II – IX 1915[4] )
- gen. mjr Otto Gössmann (IX 1915 – II 1916[4] )
- gen. mjr / FML August Urbański von Ostrymiecz (II 1916 – VI 1918[4] )
- gen. mjr Gustav Fischer Edler von Poturzyn (VI – XI 1918[4] )

Komendanci 91 Brygady Piechoty Obrony Krajowej Kraków
- gen. mjr Kasimir Dominik von Lütgendorf (1914[3] → komendant 31 Dywizji Piechoty)
- gen. mjr August Urbański von Ostrymiecz

Komendanci 92 Brygady Piechoty Obrony Krajowej Ołomuniec
- gen. mjr Adam Brandner von Wolfszahn (1914[3])
- płk / gen. mjr Karl Haas (1914–1915)